# Anyi (volk)

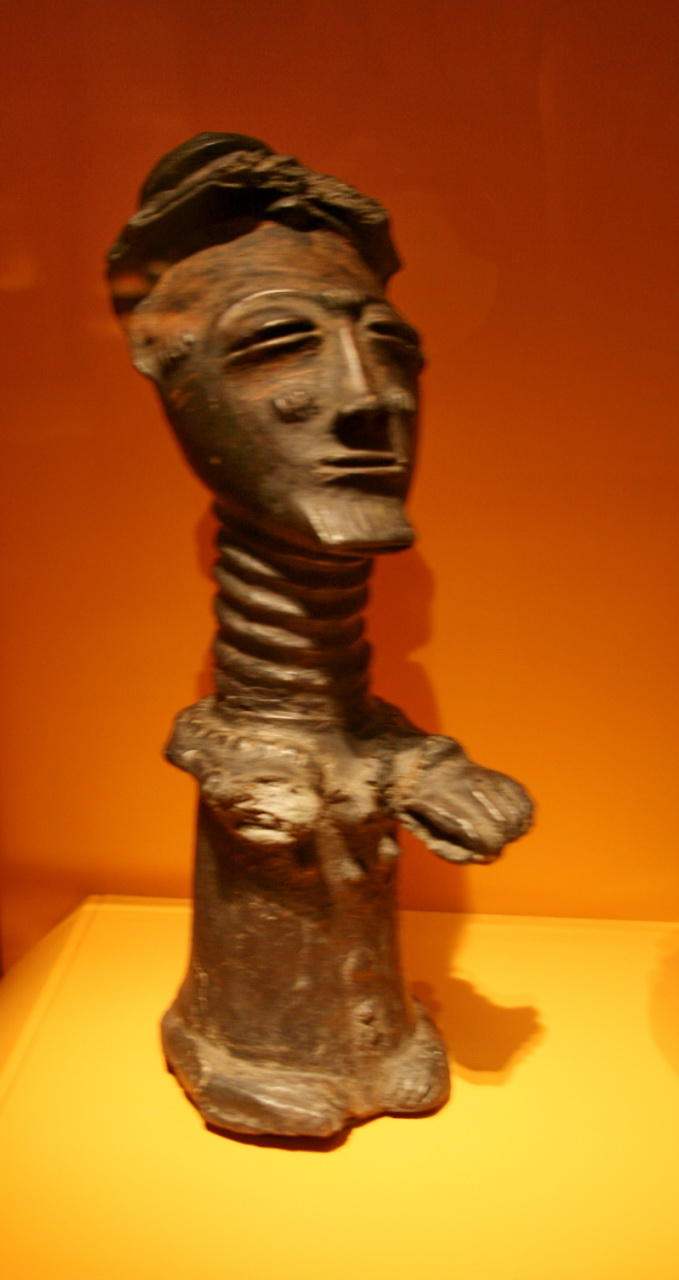
Anyi beeldje (terracotta)

De Anyi (Frans: Agni) is een Afrikaans volk aan beide zijden van de grens tussen Ivoorkust en Ghana.
De Anyi zijn overwegend christelijk of aanhangers van een natuurgodsdienst.
Hun taal is het Anyin, dat behoort tot de Kwa-talen.